# Felipe Solano
Luis Felipe Solano Dávila (Santa Marta, 4 de septiembre de 1937-San Gil, 27 de febrero de 2019) fue un actor de teatro, cine y televisión colombiano, recordado especialmente por su papel como el empresario Enrique Lavalle en la telenovela Gallito Ramírez, Cristóbal Marulanda en San Tropel y Alfonso Doce Zabaleta en Escalona. Se destacó por interpretar personajes de porte distinguido y de la costa atlántica. Participó en varias producciones nacionales.

## Filmografía
- Tierra de cantores (2010)
- La Pola (2010)
- Este pedazo de acordeón (2010)
- Juntos somos todo (2005)
- La toma de la embajada (2000)
- Alejo, la búsqueda del amor (1999)
- ¡Ay cosita linda mamá! (1998)
- María Bonita (1995)
- Amores ilícitos (1994)
- Escalona (1991)
- Música maestro (1990)
- La rosa de los vientos (1989)
- Amar y vivir (1989)
- San Tropel (1987)
- El gallinazo (1987)
- Gallito Ramírez (1986)
- Carrera contra el peligro (1985)
- La misión (1984)
- Pasos en la niebla (1978)